# Binnenklimaat
Het binnenklimaat is de atmosferische omstandigheden (temperatuur, windsnelheid en relatieve luchtvochtigheid) in leefomgevingen zoals broeikassen en gebouwen. Centraal staat hier hoe mens, plant en dier reageren op de omstandigheden. Die reactie is niet rechtstreeks uit de metingen af te leiden en is voor warmbloedige dieren en mensen anders dan bij koudbloedige dieren en planten. Mensen en warmbloedige dieren voelen niet de temperatuur maar reageren op de afkoeling van het lichaam. Koudbloedige dieren en planten nemen de temperatuur van de omgeving aan en reageren wel direct op de temperatuur. 
Bij mensen wordt het warmtegevoel door de volgende zaken bepaald:
1. de netto uitstraling van warmte (infrarood). Elk voorwerp met een absolute temperatuur boven nul straalt warmte uit. Deze is evenredig met de vierde macht van de absolute temperatuur. Behalve dat het lichaam zelf warmte uitstraalt komt er ook warmtestraling uit de omgeving terug, maar die wordt snel minder naarmate het oppervlak kouder is. Daardoor zullen koude oppervlakken in de omgeving (muren, ramen) de ruimte koud doen aanvoelen. Omdat muren slechts langzaam opwarmen zal een ruimte pas na langere tijd behaaglijk aanvoelen.
2. verdamping van vocht. Verdamping van vocht kost zeer veel warmte; het warmteverlies hangt af van de relatieve vochtigheid. In een droge omgeving zal het lichaam meer vocht verdampen dan in een vochtige atmosfeer. Die zal dan ook warmer aanvoelen, een effect dat op zwoele zomeravonden vaak wordt gewaardeerd. Stenen en gepleisterde muren houden veel vocht vast en zorgen voor een constante relatieve vochtigheid.
3. afvoer van voelbare warmte. Afkoeling hier hangt af van het temperatuurverschil tussen het oppervlak en de omringende lucht.
4. de windsnelheid. Tussen het warme oppervlak en de lucht eromheen bevindt zich een dunne laag (vrijwel) stilstaande lucht die voor extra isolatie zorgt van zowel warmte als waterdamp. Naarmate er meer wind staat is deze laag dunner en zal de warmte dus sneller kunnen verdwijnen. Dit zorgt ervoor dat het kouder aanvoelt naarmate het harder waait. In de meteorologie spreekt men van de windchill factor. Afkoeling over het gehele oppervlak kan het lichaam meestal goed aan, maar plaatselijke afkoeling zorgt vaak voor problemen (bv stijve spieren). Om die reden is het goed op werkplekken de windsnelheid beperkt te houden en zithoeken in de kamer niet te plannen op plaatsen waar het tocht.

Bij normale huisomstandigheden zorgt uitstraling van warmte voor ca. 60% van de afkoeling, verdamping neemt 25% voor zijn rekening en directe afkoeling 10%. Als het warm is worden de verhoudingen snel anders: bij tropische temperaturen neemt verdamping vrijwel de totale warmteafvoer voor zijn rekening.
De balans tussen uitstraling, verdamping en directe afkoeling heeft gevolgen. In een vertrek met koude muren is een hogere luchttemperatuur nodig voor een behaaglijk gevoel dan in een goed geïsoleerde ruimte. Isolatie werkt dus aan twee kanten: er gaat minder warmte verloren, én je hebt een lagere temperatuur nodig om je lekker te voelen. 
In gebouwen wordt veel aandacht besteed aan klimaatbeheersing. Airconditioning, ventilatie, verwarming, luchtdrogers of luchtbevochtigers regelen de omstandigheden waaronder mensen, planten of dieren moeten leven.